# Jean-Joseph Chot
Jean-Joseph Chot né à Thuin le 24 juin 1906, mort à Thuin le 24 novembre 1991 est un homme politique belge et un militant wallon, appartenant au Parti socialiste belge.

## Carrière
Jean Chot est docteur en droit de l'Université libre de Bruxelles en 1929, avocat à la Cour d'appel puis ouvre son propre cabinet à Dinant en 1933. Il y exercera les fonctions d'avocat jusqu'en 1979. Il devient conseiller provincial socialiste de la Province de Namur et député permanent. Il sera élu comme sénateur coopté de 1950 à 1965. Au Sénat, il est membre de la Commission de révision de la Constitution et de la Commission de la Justice (Encyclopédie du Mouvement wallon Tome I, p. 271).
Lors de la discussion au sénat de la proposition de révision de la Constitution Van Belle-Merlot dans le sens du fédéralisme (1954), il préconise plutôt un fédéralisme par regroupement des provinces. Jean-Joseph Chot, président de la régionale de Dinant du Comité central d'action wallonne depuis 1950 et membre du Comité permanent du Congrès national wallon, participe au congrès du Comité central d'action wallonne à Namur en 1963 qui créera le Collège exécutif de Wallonie, lui-même organisateur du Pétitionnement wallon. En juin 1976, il figure sur la liste des signataires de la Nouvelle lettre au roi pour un vrai fédéralisme écrite par Fernand Dehousse, Jean Rey et Marcel Thiry qui vise à instaurer un fédéralisme allant au-delà d'une simple régionalisation.